# 난부 나오후사

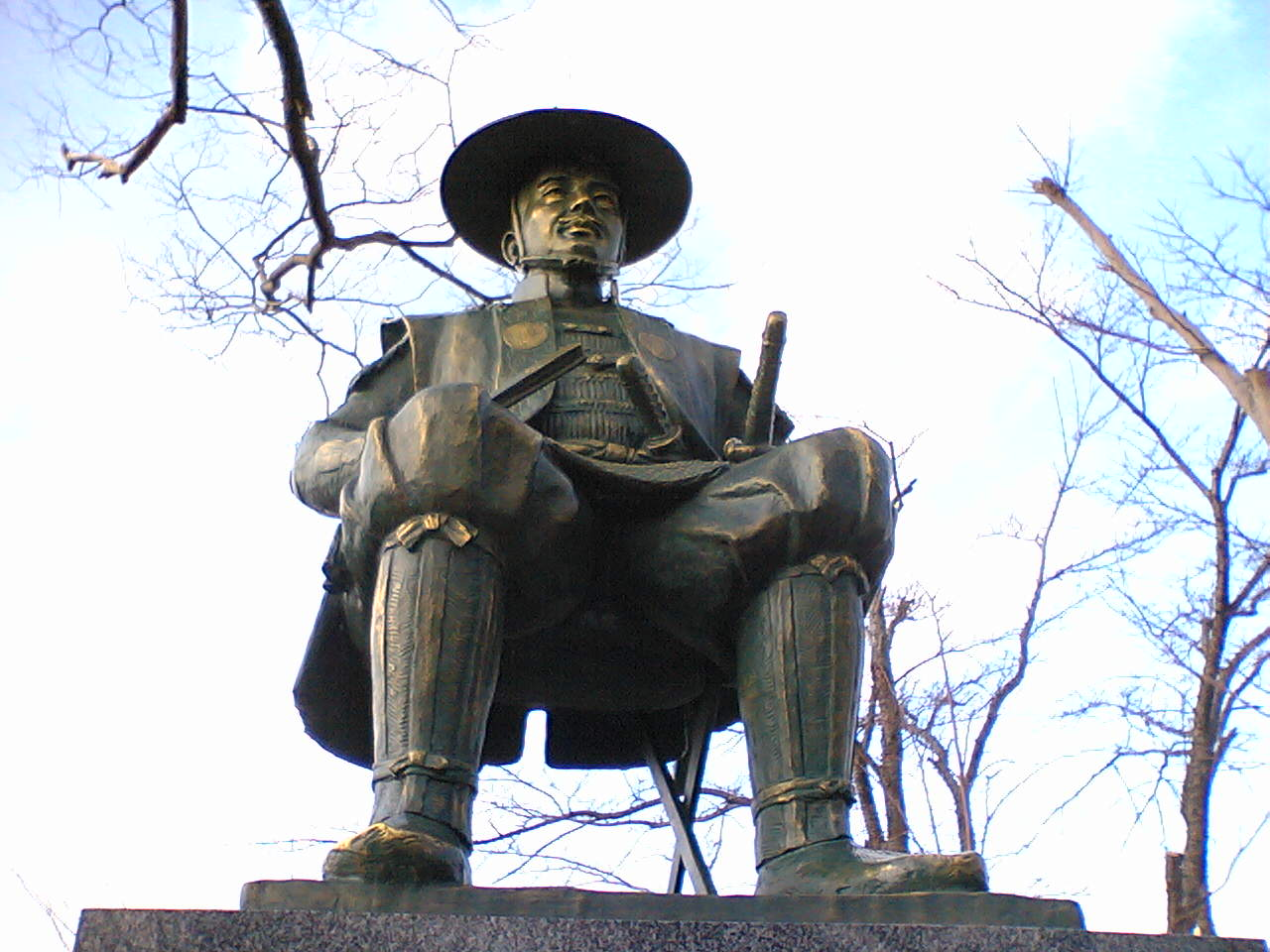
난부 나오후사 동상

난부 나오후사(일본어: 南部直房, なんぶ なおふさ, 1628년 ~ 1668년 9월 30일)는 하치노헤번의 초대 번주이다. 원래 이름은 나카사토 나오요시(中里直好)이며, 나카사토 가즈마(中里数馬)라는 별명으로 불렸다. 관위는 종5위하, 사에몬노스케(左衛門佐)이다.
모리오카번의 초대 번주 난부 도시나오의 일곱 번째 아들로 태어났다. 1664년, 형인 2대 번주 난부 시게나오가 후사에 대한 결정을 전달하지 않은 채 에도에서 사망하자, 난부 가문은 가독이 단절되고 영지가 몰수될 것을 두려워하여 번내의 혼란이 발생하였다. 이에 막부측은 시치노헤 시게노부와 나카사토 나오요시를 에도로 호출하였다. 그리고 모리오카 번의 10만 석 영지 중 8만 석은 시게노부에게 주고, 2만 석은 나오요시에게 주어, 나오요시는 이로써 하치노헤번의 번주가 되었다. 1668년, 병으로 사망하였으나, 원한을 품은 모리오카 번의 음모로 암살되었다는 설도 있다. 장남 나오마사가 그 뒤를 이었다.
| 전임 난부 도시나오 | 제1대 하치노헤번 번주 1664년 ~ 1668년 | 후임 난부 나오마사 |